# Jessica Curry
Jessica Curry est une compositrice de jeux vidéo britannique née autour de 1973. Également cofondatrice du studio The Chinese Room, à l'origine des jeux encensés par la critique Dear Esther et Everybody's Gone to the Rapture, elle se voit en 2016 décerner un BAFTA pour la bande originale du second.
Elle quitte l'industrie vidéoludique et la cogestion de son studio en 2015, départ qu'elle attribue à plusieurs facteurs, dont le sexisme du milieu et des problèmes de santé. Elle anime par la suite plusieurs émissions radio.

## Biographie

### The Chinese Room
Jessica Curry cofonde le studio The Chinese Room au milieu des années 2000 avec son mari, le développeur de jeu vidéo Dan Pichbeck. C'est naturellement qu'il se tourne vers elle pour composer la bande originale de son jeu expérimental Dear Esther, sur lequel il travaille alors dans le cadre de son doctorat.

### Collaboration avec Sony et départ de l'industrie vidéoludique
Au début des années 2010, The Chinese Room s'associe à SIE Santa Monica Studio pour développer Everybody's Gone to the Rapture, une collaboration que Jessica Curry qualifie quelques mois après sa sortie, en 2015, de « toxique ». Sans évoquer de détails afin de ne pas compromettre la réputation du studio, elle admet néanmoins que cet échange anxiogène l'a rendue irascible, paranoïaque et malheureuse, et que « le monde des affaires et la création artistique ont toujours fait très mauvais ménage. »,
Elle annonce de fait quitter son poste de codirectrice du studio, et témoigne avoir beaucoup souffert lors du développement du jeu. Dans une publication du site officiel de The Chinese Room, elle explique que cette mauvaise passe s'explique notamment par son sentiment d'être déconsidérée : dans les échanges commerciaux et médiatiques liés au développement du jeu, Curry ressent qu'alors même qu'elle partage la tête du studio et sa direction artistique au même titre que son mari Dan Pinchbeck, ses interlocuteurs de travail la sous-estiment au motif qu'elle est une femme et qu'elle a de surcroît le statut « d'épouse de », dont les qualités pourraient ainsi être exagérées par un mari trop bienveillant. À ce manque de reconnaissance professionnelle s'ajoute une maladie dégénérative qui suit l'artiste depuis des années et qui se montre particulièrement lourde lors du développement du jeu, notamment lors d'une séance de mixage audio où Curry s'attend même à perdre la vie.

## Discographie
| Jeu                             | Année |
| ------------------------------- | ----- |
| Dear Esther                     | 2008  |
| Korsakovia                      | 2009  |
| Amnesia: A Machine for Pigs     | 2013  |
| Everybody's Gone to the Rapture | 2015  |
| So Let Us Melt                  | 2017  |
| Little Orpheus                  | 2020  |

## Distinctions
En 2016, la bande originale qu'elle a composé pour Everybody's Gone to the Rapture remporte le BAFTA de la meilleure musique.